# El Camino Español (A-05)
El Camino Español (A-05) fue un buque de aprovisionamiento logístico de tipo Ro-Ro del Ejército de Tierra utilizado para realizar misiones de transporte marítimo en apoyo a sus unidades. Entró en servicio en el ejército de tierra en 1999 y fue dado de baja en 2019. Desde finales de 2023 otro buque español, El Camino Español (A-07), lleva su nombre.

## Capacidades

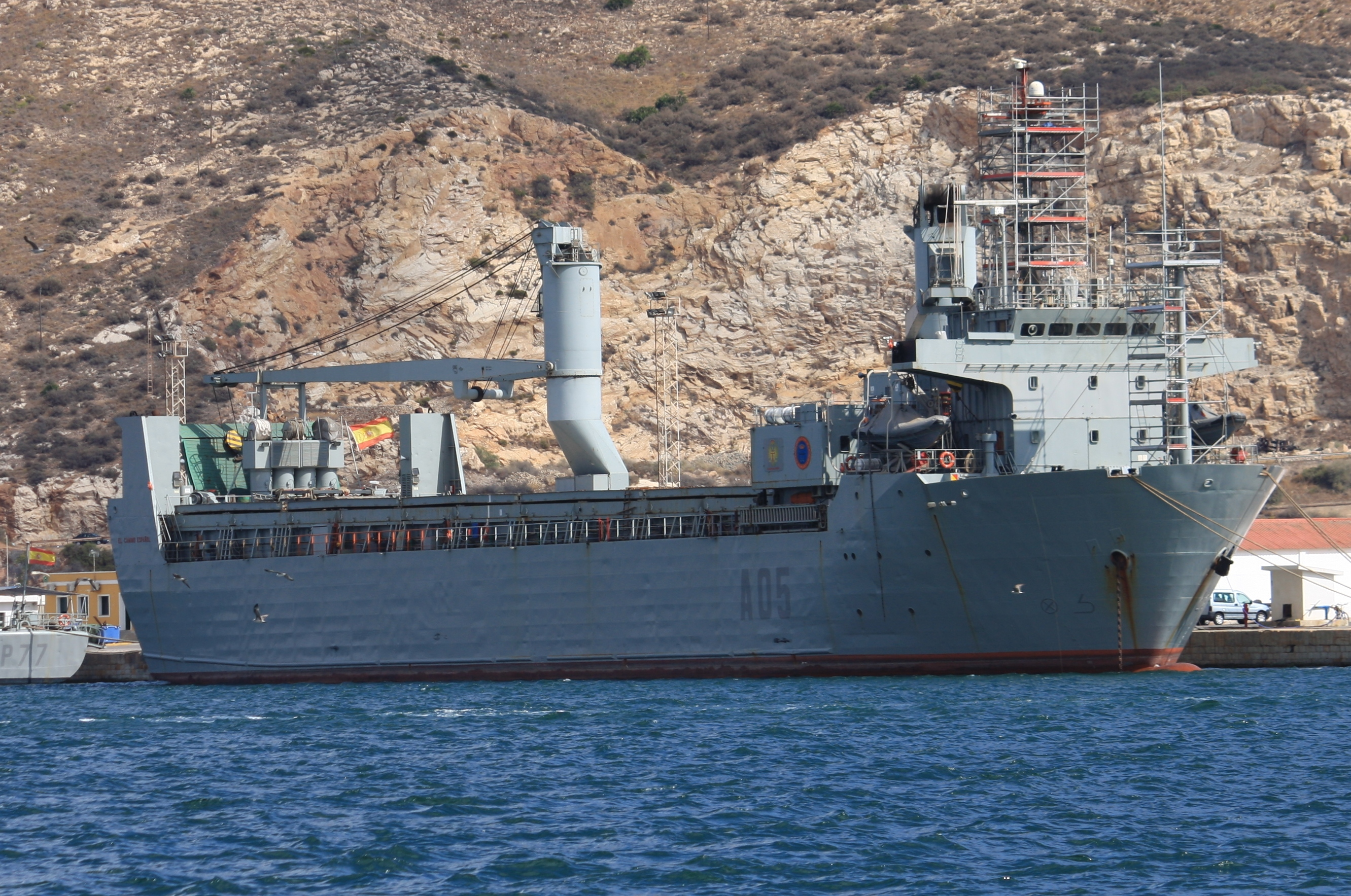
El Camino Español (A-05) amarrado en Cartagena en 2013.

Dispone de 1620 metros cuadrados para carga de vehículos repartidos en tres cubiertas:
- Cubierta superior: 30 camiones o 60 vehículos ligeros o 120 contenedores de 12 metros.
- Cubierta intermedia: 75 vehículos ligeros.
- Cubierta principal: 43 camiones o 20 carros de combate M-60.

Posee asimismo dos grúas con una capacidad de carga de 25 t cada una.

## Historial operativo

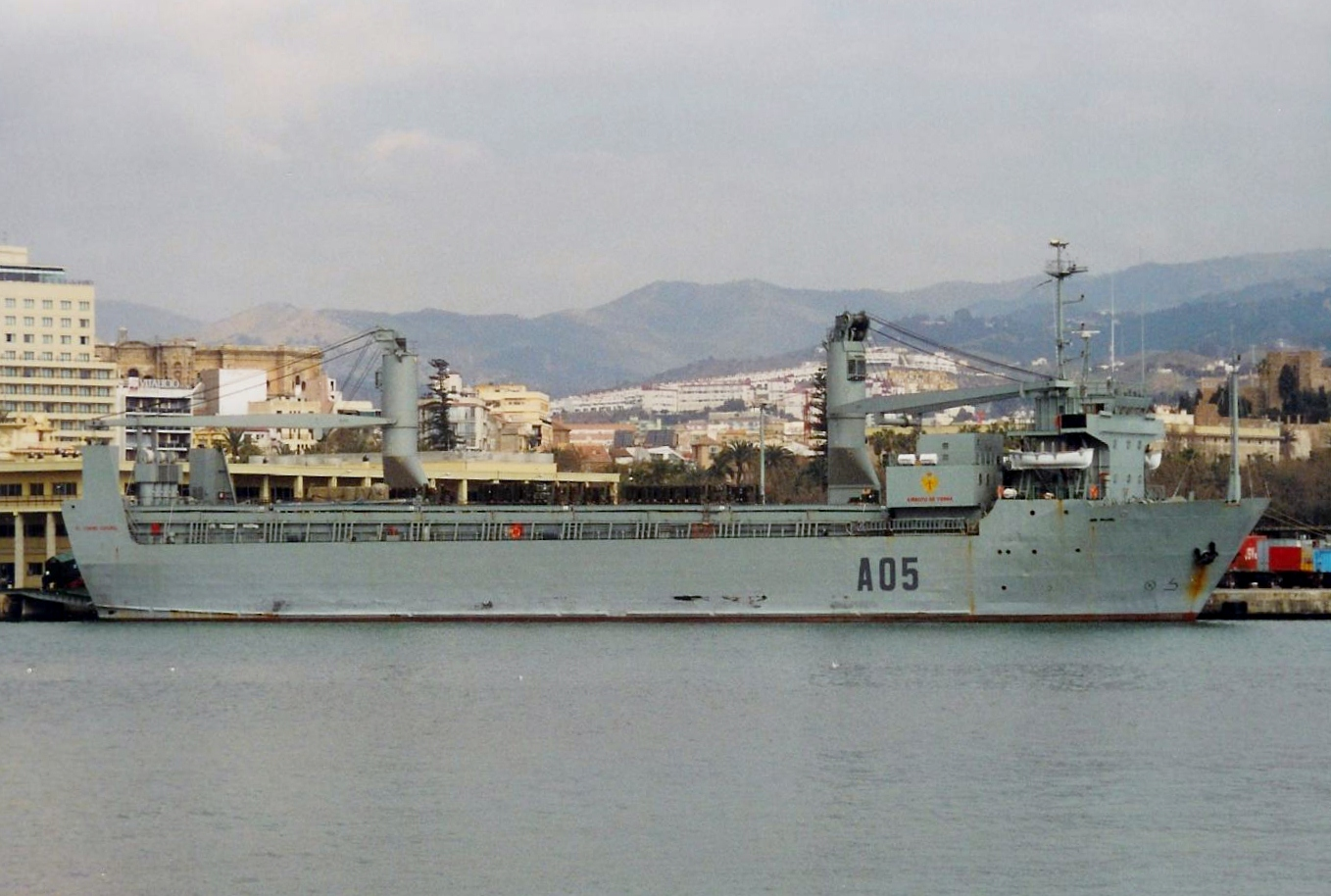
El Camino Español (A-04) en el año 2000.

El Camino Español es un buque tipo Ro-Ro - portacontenedores, que fue construido en los astilleros de Río de Janeiro CCN Maua Shipyard, Niteroi, con el nombre de Araguary y botado el 15 de octubre de 1984. Posteriormente recibió los nombres de Mercantil Mage y, en 1995, Cyndia.
En 1998 fue adquirido por el ejército de Tierra por mediación de la Empresa Nacional Bazán para dar servicio a sus unidades. El buque fue transformado en las instalaciones de Bazán (actual Navantia) en Cartagena, afectando sobre todo a la propulsión, habitabilidad, con la previsión de alojamiento para 40 conductores, y al aumento del espacio de carga al añadírsele una cubierta intermedia para vehículos ligeros.
Fue entregado el 21 de septiembre de 1999, y causó alta en el Ejército de Tierra. El 15 de febrero de 2000 tuvo pasar el control que la Armada pasa a sus buques, solo 2 de los 3 buques de apoyo logístico del Ejército de Tierra pasaron dicho control, Martín Posadillo (ET-02) y El Camino Español (ET-03), también numerados como A-04 y A-05 respectivamente, cabe destacar que el Santa Teresa de Ávila (ET-01), fue desestimado por ser de casco de madera. En ese momento quedó incluido en la Lista Oficial de Buques de la Armada, pese a pertenecer de forma oficial al Ejército de Tierra. Causa baja el la citada Lista Oficial el 15 de noviembre de 2019. Su tripulación pertenecía a la Armada, aunque el buque estaba adscrito al Ejército de Tierra, encuadrado en la AALOG 24.
Recibe su nombre del Camino Español, una ruta terrestre entre Milán y Bruselas que el Ejército Español usaba para envío de tropas y provisiones en los siglos XVI y XVII.
Su puerto base es Cartagena, y está integrado en la fuerza de acción marítima.
Habitualmente, presta servicio en la zona de litoral del Mediterráneo, transportando material entre la península, y las ciudades autónomas de Ceuta, Melilla, aunque ocasionalmente, da apoyo a las unidades desplegadas en Bosnia, Kosovo y Beirut.
En septiembre de 2012, trasladó desde Valencia hasta Líbano 50 vehículos LMV Lince para substituir a los BMR allí desplegados en misión de paz de la ONU.
En octubre de 2015 participó en las tareas de búsqueda y rescate del helicóptero del SAR siniestrado en el Atlántico cuando retornaba a Canarias.
Fue dado de baja en la Lista Oficial de Buques de la Armada (LOBA) el 15 de noviembre de 2019,  y el 11 de febrero de 2021 tenía previsto zarpar remolcado por el Sea Alfa con destino a Aliaga, Turquía para ser deguazado. Sin embargo, la empresa chatarrera turca a la que fue adjudicado en 166 000 € anunció que había encontrado un comprador para el buque y que sería rehabilitado para el transporte de vehículos y carga rodada.